# Winter Garden Atrium

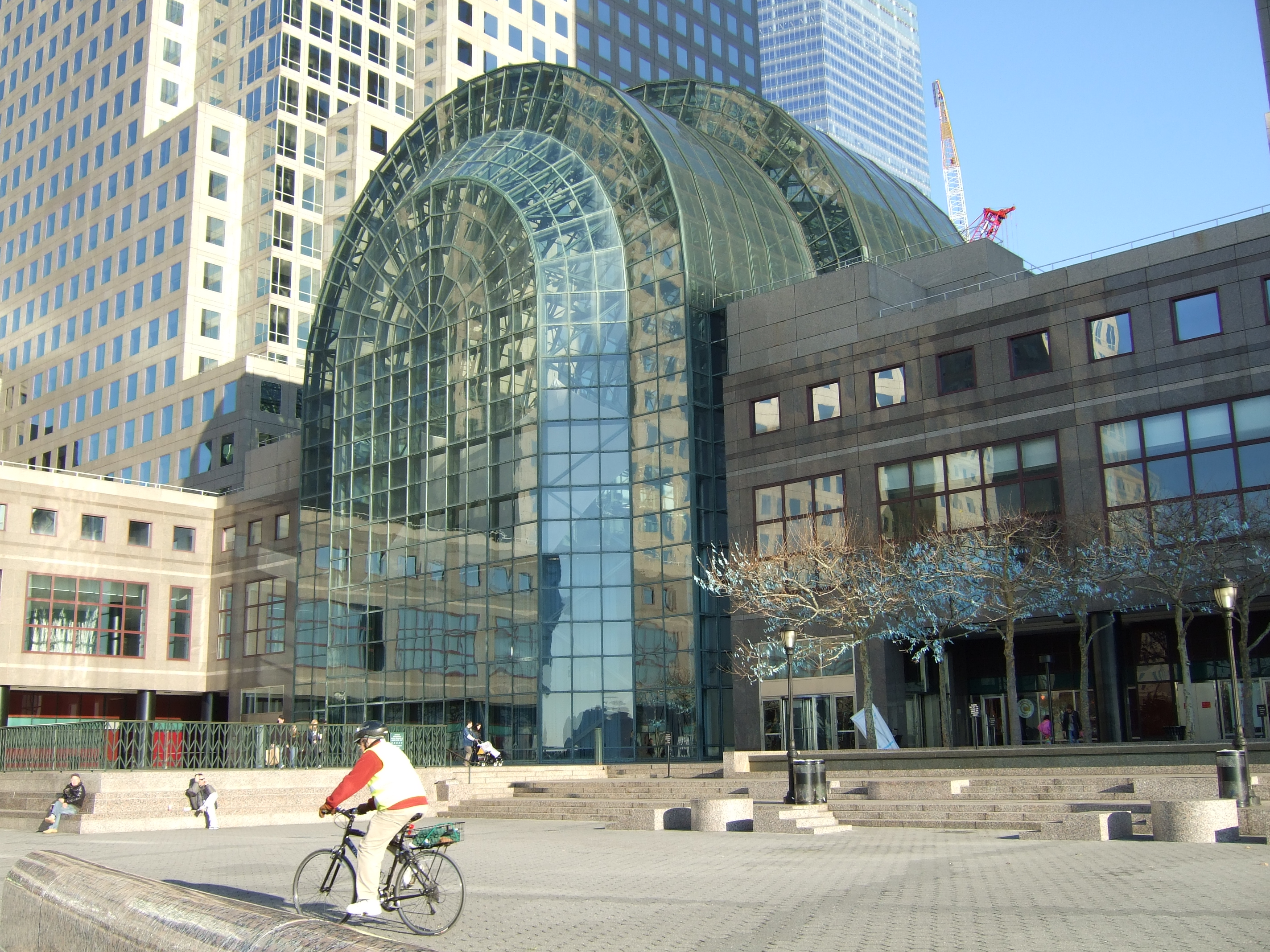
Frontansicht des Winter Garden Atriums, Januar 2009

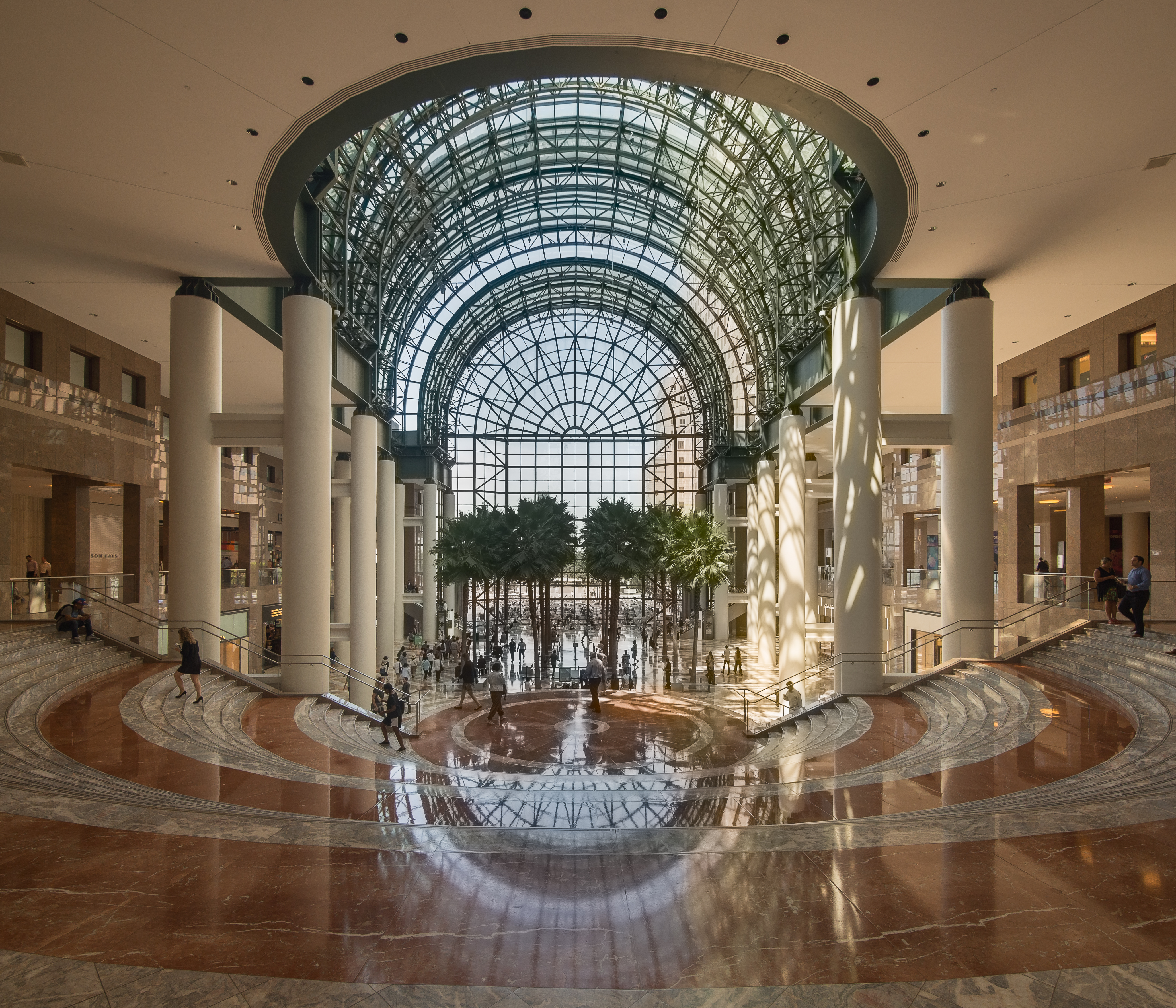
Innenansicht des Winter Garden Atriums, August 2017

Das Winter Garden Atrium ist ein zehn Stockwerke hoher, verglaster Wintergarten in der Vesey Street in Manhattan, der 1988 eröffnet wurde. Das gegenüber dem North Yacht Harbor liegende Gebäude beherbergt verschiedene Geschäfte und Cafés. Das Winter Garden Atrium wurde bei den Terroranschlägen am 11. September 2001 durch herabstürzende Trümmer des World Trade Centers schwer beschädigt, konnte jedoch nach mehreren Monaten Renovierung wieder eröffnet werden.

## Geschichte

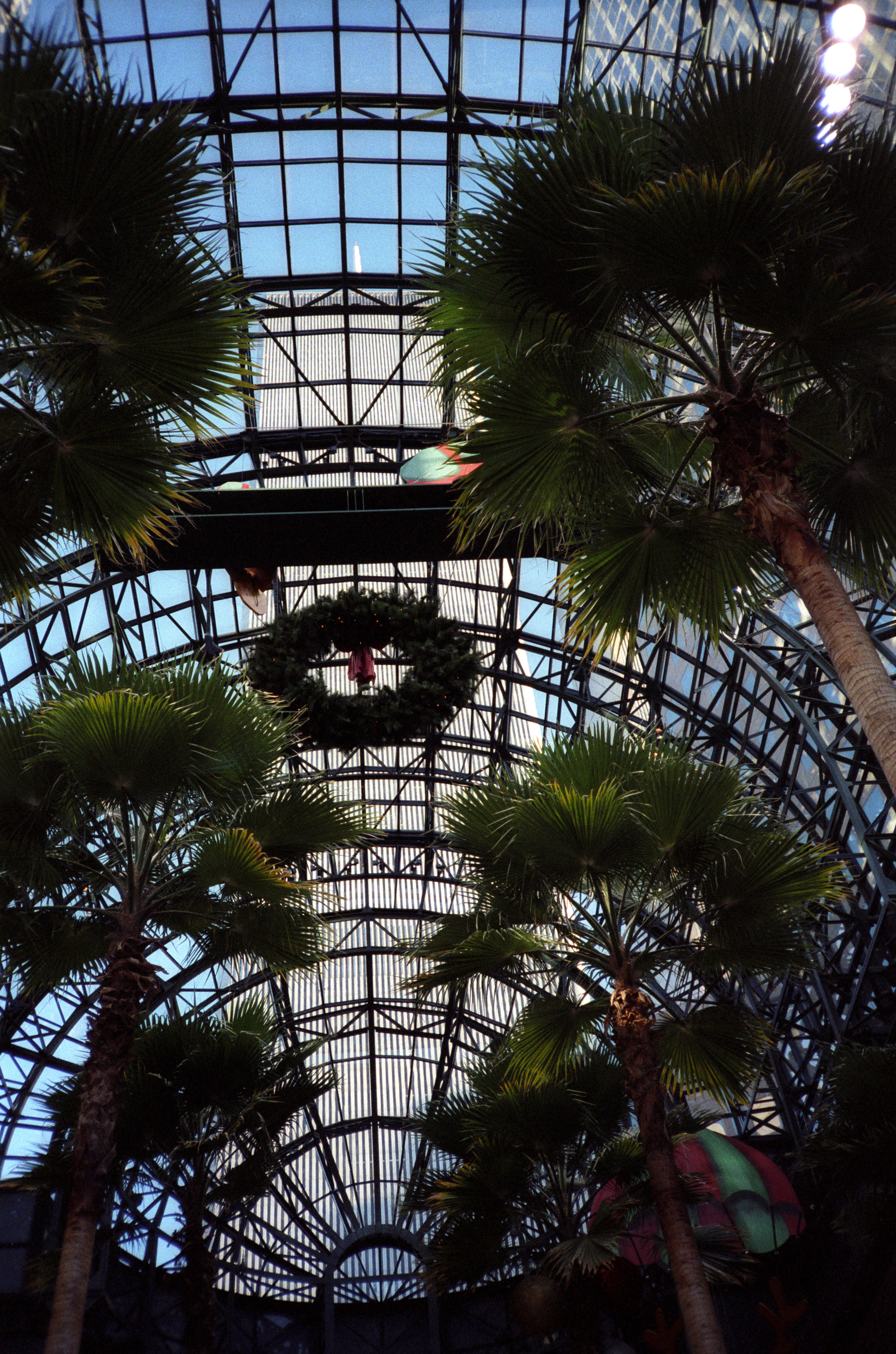
Blick auf den Nordturm des World Trade Centers, Dezember 1988

Das Winter Garden Atrium wurde 1985 von César Pelli entworfen und 1988 als letztes errichtetes Gebäude von Brookfield Place (bis 2014 World Financial Center) eröffnet. Die Baukosten betrugen 60 Millionen US-Dollar. Das Atrium war über eine 120 Meter lange Fußgängerbrücke mit dem World Trade Center verbunden.
Im Inneren des Winter Garden Atriums befinden sich mehrere Geschäfte sowie Cafés. Im Zentrum des Gebäudes stehen insgesamt 16 Mexikanische Washingtonpalmen. Seit seiner Eröffnung wird das Gebäude außerdem für Ausstellungen und Konzerte genutzt.

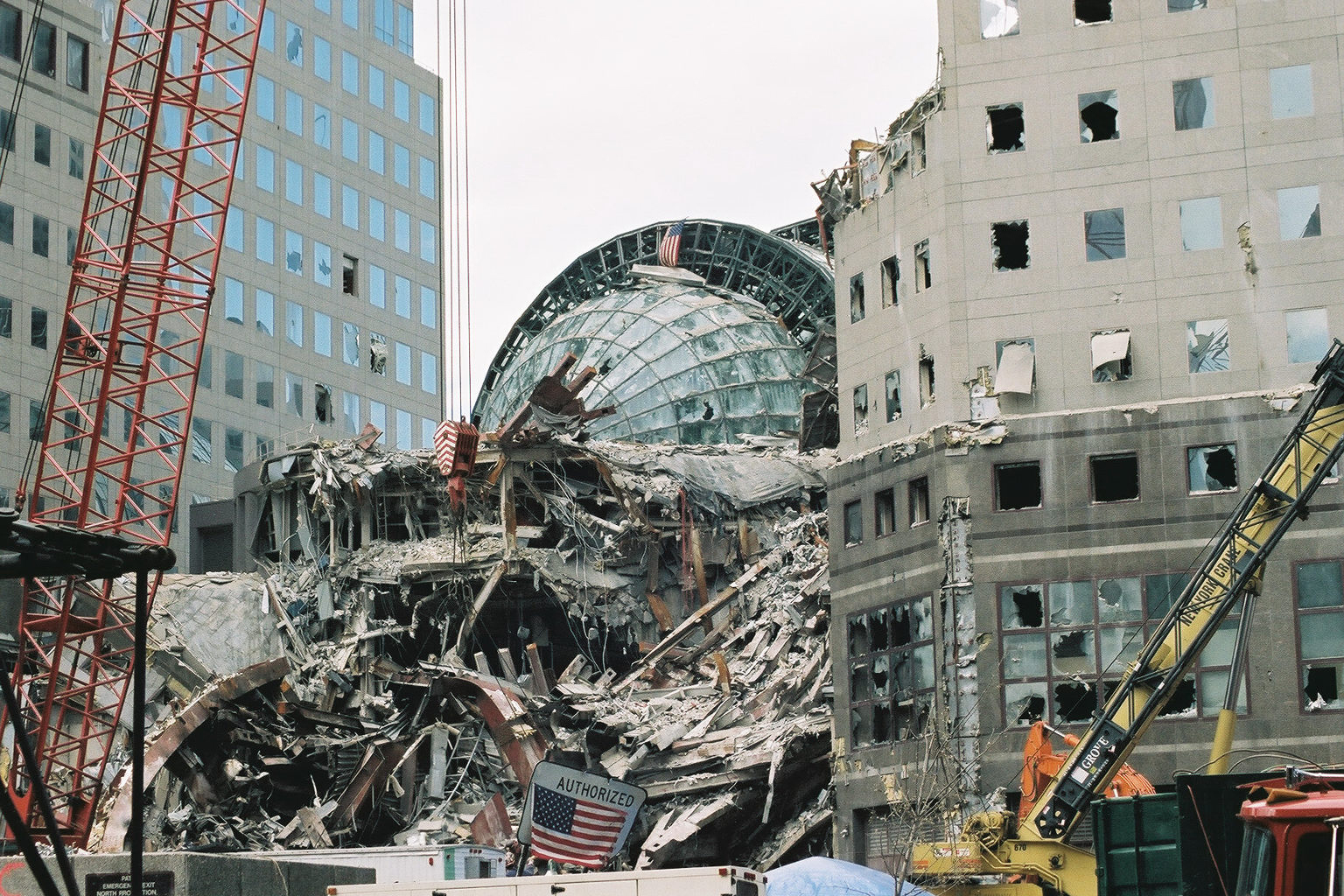
Das von Trümmern schwer beschädigte Winter Garden Atrium, 27. September 2001

Bei den Terroranschlägen auf das World Trade Center am 11. September 2001 wurde das Winter Garden Atrium durch herabstürzende Trümmer der einstürzenden Gebäude schwer beschädigt. Die mit dem World Trade Center verbundene Fußgängerbrücke wurde komplett zerstört.
Trotz der hohen Schäden wurde im Februar 2002 der Wiederaufbau des Winter Garden Atriums beschlossen. Bei den Renovierungsarbeiten mussten 70 Prozent der Glasscheiben, sämtliche Fußböden, Treppen sowie die 16 Palmen im Gebäude erneuert werden, da die Trümmer auch einen Großteil des Innenraums schwer beschädigt hatten. Die Gesamtkosten der Renovierung beliefen sich auf 50 Millionen US-Dollar. Fast so viel, wie knapp fünfzehn Jahre zuvor der Bau des Atriums gekostet hatte.
Etwas mehr als ein Jahr nach den Terroranschlägen wurde das Winter Garden Atrium am 17. September 2002 in Beisein vom damaligen US-Präsidenten George W. Bush eröffnet. Im Frühjahr 2003 fand eine von der Lower Manhattan Development Corporation veranstaltete Ausstellung über die Aufräumarbeiten und den beginnenden Neubau an der World Trade Center Site im Winter Garden Atrium statt. Neben Ausstellungen und Konzerten werden seit der Neueröffnung jährlich Filme vom Tribeca Film Festival auf Großleinwand im Gebäude gezeigt.
Im August 2013 mussten die 2002 gepflanzten Palmen erneut ersetzt werden, da sie mit einer Höhe von 18 Metern für den Innenraum des Gebäudes zu groß wurden.